# Monoux Cope (7e baronnet)
Monoux Cope, 7e baronnet (v. 1696 - 1763) est un homme politique britannique qui siège à la Chambre des Communes entre 1722 et 1747.

## Biographie
Il est le fils aîné de John Cope (6e baronnet) et de sa femme Alice Monoux, fille de Humphrey Monoux, 2e baron de Wootton, Bedfordshire.
Il est élu député de Banbury sur les domaines de sa famille lors des Élections générales britanniques de 1722, succédant à son lointain cousin, Jonathan Cope (1er baronnet). Il ne se représente pas en 1727. Aux élections générales de 1741, il est réélu sans opposition en tant que député de Newport (île de Wight) sous le patronage du gouvernement.
Il succède à son père comme baronnet le 8 décembre 1749. Il est décédé le 29 juin 1763, à l'âge de 67 ans. Il a deux fils et son fils John succède comme baronnet.